# Chihiro Yamanaka

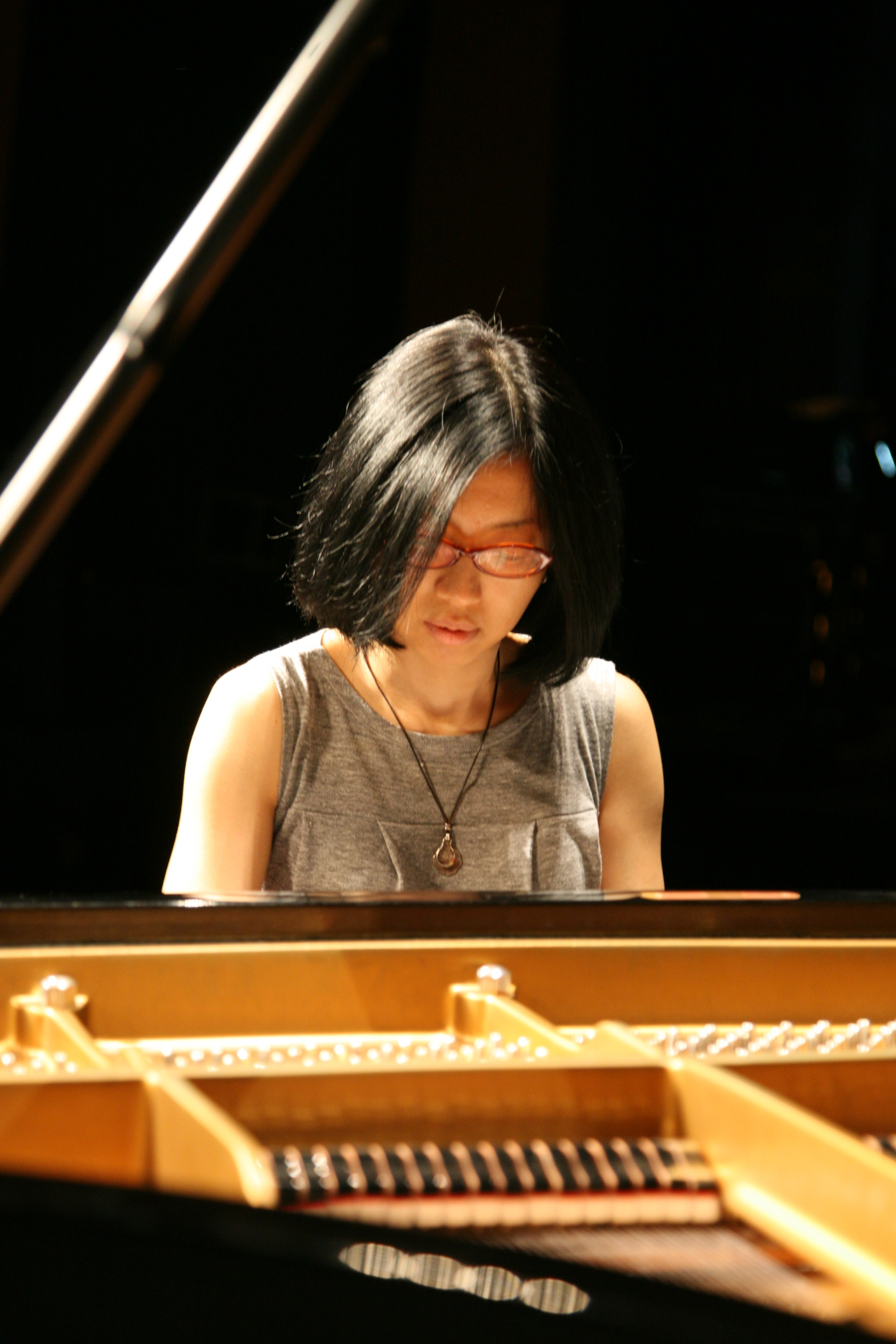
Chihiro Yamanaka (2010)

Chihiro Yamanaka (jap. 山中千尋, Yamanaka Chihiro; * 26. Dezember 1974 in Kiryū, Präfektur Gunma) ist eine japanische Jazzpianistin.

## Leben und Wirken
Yamanaka spielt seit ihrem vierten Lebensjahr Klavier und errang mit zwölf Jahren ihren ersten großen Preis bei einem Talentwettbewerb im japanischen Gunma. Sie studierte an der Royal Academy of Music in London und setzte ihre Studien am Berklee College of Music bis 2000 fort. 2001 legte sie in Japan mit Living Without Friday ihr Debütalbum vor. 2010 erschien bei Universal Records Forever Begins, das in Japan auf #1 der Jazz-Charts stieg. Sie lebt inzwischen in New York City, wo sie Auftritte in der Carnegie Hall, dem Kennedy Center und auf dem JVC Jazz Festival New York hatte. Ferner konzertierte sie auf dem Umbria Jazz, dem Tokyo Jazz Festival und in der Wiener Oper.

## Auszeichnungen
Noch während ihrer Studienzeit erhielt Yamanaka vom amerikanischen Jazzmagazin Down Beat einen Outstanding Performance Award und ging dann siegreich aus dem von der International Association for Jazz Education organisierten Wettbewerb Sisters in Jazz hervor. 2005 wurde sie zum „Best New Artist“ des japanischen Swing Journal gewählt. Ihr Album After Hours (2009) gewann eine Goldene Schallplatte als bestverkauftes Jazzalbum des Jahres; Abyss von 2007 wurde Album des Jahres beim Leserpoll des Swing Journal.

## Diskografie
Alben
- Living Without Friday (Atelier Sawano, 2001)
- When October Goes (Atelier Sawano, 2002)
- Madrigal (Atelier Sawano, 2004)
- Outside by the Swing (Universal, 2005)
- Lach Doch Mal (Universal, 2006)
- Abyss (Universal, 2007)
- After Hours (Universal, 2008)
- Bravogue (Universal, 2008)
- Runnin’ Wild – Tribute To Benny Goodman (Universal, 2009)
- Forever Begins (Universal, 2010)
- Reminiscence (Universal, 2011)
- Live in New York (DVD, Verve, 2011)
- Still Working (Universal, 2012)
- Because (Verve, 2012)
- After Hours 2 (Verve, 2012)
- Molto Cantabile (Verve, 2013)
- Somethin’ Blue (Blue Note, 2014)
- Live at Blue Note Tokyo (DVD) (Blue Note/Universal, 2014)
- Syncopation Hazard (Blue Note/Universal, 2015)
- Best 2005-2015 (Blue Note/Universal, 2015)
- The Sphères: Live in Osaka!! (Blue Note/Universal, 2015)
- Guilty Pleasure (Verve, 2016)
- Monk Studies (Blue Note/Universal, 2017)
- Utopia (Blue Note/Universal, 2018)
- Prima del Tramonto (Blue Note/Universal, 2019)
- Rosa (Blue Note/Universal, 2020)
- Today Is Another Day (Blue Note/Universal, 2022)
- Dolce Vita (Blue Note/Universal, 2023)[1]

Videoalben
- Leaning Forward (Atelier Sawano, 2003)
- Live In Tokyo (Universal, 2007)
- Live in New York (Universal, 2011)[2]